# Saint-Mary-le-Plain
Saint-Mary-le-Plain é uma comuna francesa na região administrativa de Auvérnia-Ródano-Alpes, no departamento de Cantal. Estende-se por uma área de 21,5 km². Em 2010 a comuna tinha 169 habitantes (densidade: 7,9 hab./km²).